# Алькончель-де-ла-Естрелья
Алькончель-де-ла-Естрелья (ісп. Alconchel de la Estrella) — муніципалітет в Іспанії, у складі автономної спільноти Кастилія-Ла-Манча, у провінції Куенка. Населення — 137 осіб (2010).
Муніципалітет розташований на відстані близько 120 км на південний схід від Мадрида, 55 км на південний захід від Куенки.

## Демографія
Динаміка населення (INE ):